# Rio da Prata (vattendrag i Brasilien, Espírito Santo, lat -19,77, long -40,10)
Rio da Prata är ett vattendrag i Brasilien.   Det ligger i delstaten Espírito Santo, i den sydöstra delen av landet, 900 km sydost om huvudstaden Brasília.
I omgivningarna runt Rio da Prata växer i huvudsak städsegrön lövskog.